# Paulskirche
Paulskirche či Kostel svatého Pavla je bývalý protestantský kostel v německém městě Frankfurt nad Mohanem. Kostel je vnímán hlavně jako politický symbol, neboť v roce 1848 se zde sešel frankfurtský parlament, první svobodně zvolený německý zákonodárný orgán. Kostel se začal stavět v roce 1789 pro Svobodné město Frankfurt a jeho státní luteránskou církev podle návrhu Johanna Andrease Liebhardta. Výstavba se zastavila během napoleonských válek, obnovena byla až roku 1829. Stavba byla dokončena roku 1833 pod vedením architekta Johanna Friedricha Christiana Hesse. Vzhledem ke svému typickému protestantskému centralizovanému uspořádání (Predigtkirche), které umožňovalo každému sedícímu dobře slyšet řečníka, byl během revoluce roku 1848 vytipován pro zasedání parlamentu. Od 31. března do 3. dubna 1848 se v budově scházel Vorparlament, který připravoval volby do Národního shromáždění. Dne 18. května 1848 se v kostele poprvé sešlo demokraticky zvolené Národní shromáždění, kterému se kvůli místu setkávání také říkalo Paulskirchenparlament. Až do roku 1849 zde Národní shromáždění pracovalo na vypracování první ústavy sjednoceného Německa. Tento projekt nakonec ztroskotal a 30. května 1849 byl parlament rozpuštěn. Přesto je frankfurtský parlament dosud oslavován jako zárodek německé demokratické tradice. Od roku 1852 v kostele znovu probíhaly luteránské bohoslužby. V březnu 1944, během druhé světové války, byl kostel zničen spolu s velkou částí širšího centra Frankfurtu při spojeneckém bombardování. Pro svou symboliku to byla první stavba ve Frankfurtu, kterou město po válce obnovilo. Město budovu převzalo od církve a slavnostně otevřelo u příležitosti stého výročí založení frankfurtského parlamentu roku 1948. Od té doby slouží jako výstavní, koncertní či společenský prostor. V letech 1988-1991 prošel rozsáhlou rekonstrukcí. K nejznámějším zde pořádaným akcím patří každoroční udělování Mírové ceny německých knihkupců během Frankfurtského knižního veletrhu. Je zde také udělována Cena Franze Werfela za lidská práva nebo Goetheho cena.